# Prix Multatuli
Le Prix Multatuli est un prix littéraire récompensant des œuvres en prose ayant été décernées chaque année entre 1972 et 2003 par le Fonds d'Amsterdam pour les Arts (AFK). Il doit son nom à l'écrivain anarchiste Eduard Douwes Dekker, dit Multatuli (1820-1887), l'auteur du roman Max Havelaar.
Destiné à promouvoir la créativité littéraire, ce prix prend la suite du prix Proza de la municipalité d'Amsterdam, qui a été décerné à partir de 1946. En 2003, le prix Multatuli devient lui-même le prix pour les arts de la ville d'Amsterdam  (Amsterdamprijs voor de arts) . 
Le prix Multatuli de 1973 aurait dû être attribué  à Jan Arends pour son roman Keefman. Cependant, Arends meurt subitement avant la fin des délibérations du jury. Sur avis du comité, la décision est alors prise de ne pas attribuer le prix pour cette année et d'affecter l'argent du prix à des activités du domaine littéraire. Il en résulte un prix exceptionnel, le prix Jan Arends, qui est décerné à Jacques Commandeur en 1976 pour sa préface de Keefman . Commandeur demande au conseil d'administration du fonds de donner la somme d'argent à une destination littéraire. Il a été décerné en 1977 sous la forme d'une allocation à Martin Hartkamp pour l'écriture d'une pièce. 

## Lauréats

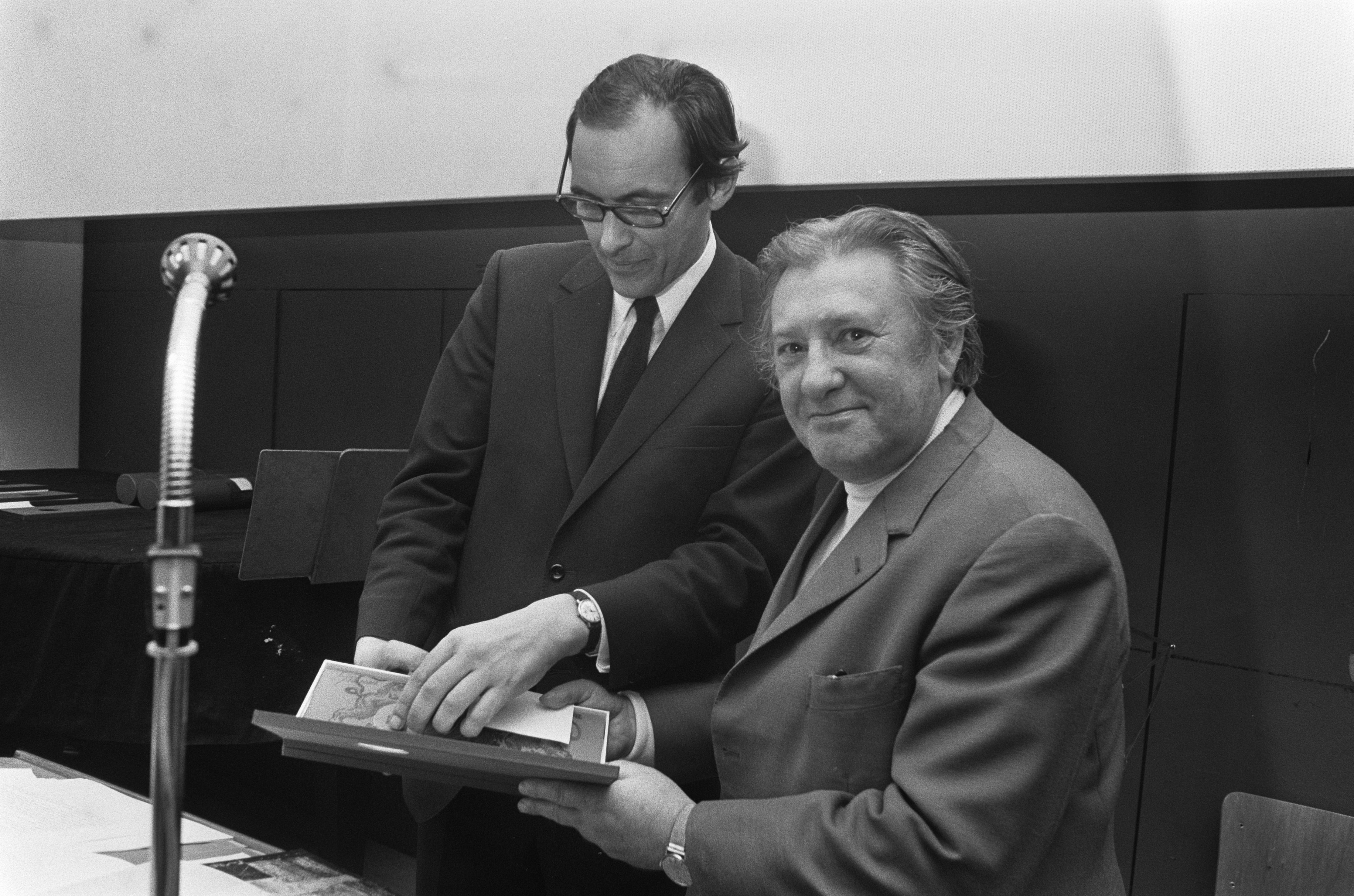
Han Lammers décernant le prix Multatuli de 1972 à son lauréat Louis Paul Boon

- 2002 - Paul Claes pour De Kameleon
- 2001 - Jeroen Brouwers pour Secret Rooms
- 2000 - Kees 't Hart pour De revue
- 1999 - Marie Kessels pour des portraits inconfortables
- 1998 - Dirkje Kuik pour Broholm
- 1997 - Maria Stahlie pour cent portes
- 1996 - Rascha Pepper pour bleu russe
- 1995 - Tonnus Oosterhoff pour le grand cœur
- 1994 - Nelleke Noordervliet pour Le nom du père
- 1993 - Harry Mulisch pour La découverte du paradis
- 1992 - Dirk van Weelden pour Mobilhome
- 1991 - Marita Mathijsen pour L'Esprit du poète
- 1990 - Marjolijn février pour Les fils de la vue
- 1989 - Armando pour La rue et le maquis
- 1988 - Stefan Hertmans devant Solidified Clouds
- 1987 - HC ten Berge pour Le secret d'une bonne humeur
- 1986 - AFTh. van der Heijden pour The Warning Triangle
- 1985 - Cees Nooteboom pour Aux Pays-Bas
- 1984 - Armando Powers
- 1983 - K. Schippers pour la motivation
- 1982 - Hugo Brandt Corstius pour la langue et la littérature du haut néerlandais
- 1981 - Doeschka Meijsing pour Tiger
- 1980 - Jeroen Brouwers pour le naufragé
- 1979 - Renate Rubinstein pour Rien à perdre et pourtant peur
- 1978 - Gerrit Krol pour La route de Sacramento
- 1977 - Louis Ferron pour Le rocher de Fichtenwald
- 1976 - Bob den Uyl pour les voies de Dieu sont sombres et rarement agréables
- 1975 - Maarten 't Hart pour les dévots
- 1974 - Anton Koolhaas pour À cause de la peau délicate
- 1973 - non attribué en raison du décès prématuré de Jan Arends
- 1972 - Louis Paul Boon pour Pieter Daens

Lauréats ayant reçu le prix sous le nom de Prix Proza de la municipalité d'Amsterdam : 
- 1971 - HC ten Berge pour Un cas d'imagination
- 1970 - le prix est décerné par le jury à Friedrich Weinreb pour Collaboration et résistance 1940-1945, partie 1: Le pays des aveugles . Cependant, cette nomination est refusée  par le conseil municipal et le prix n'est pas décerné au lauréat.
- 1969 - William D. Kuik pour les notes d'Utrecht
- 1968 - Gerrit Krol pour The Milled Head
- 1967 - Jan Cremer pour Ik Jan Cremer, deuxième livre
- 1966 - Gerard Kornelis van het Reve pour Sur le chemin de la fin
- 1965 - Bob den Uyl pour l' observation des oiseaux
- 1964 - Jos Ruting pour Lydia et le cygne
- 1963 - Gerard Kornelis de The Reve for Ten joyeux récits
- 1963 - Jan Wolkers pour le jupon de Serpetina (Wolkers a renvoyé le prix en 1966 pour protester contre l'action de la police dans les émeutes entourant le mariage de Beatrix et Claus .
- 1963 - M. Cohen pour Mme de Valdon
- 1962 - Willem G. van Maanen pour De dierenhater
- 1961 - Inez van Dullemen pour The Old Man
- 1961 - Anton Koolhaas pour Crazy white
- 1961 - Barend Roest Crollius pour Journal de Sara
- 1960 - Simon Vestdijk pour The Seer
- 1959 - Remco Campert pour Le garçon au couteau
- 1959 - Vincent Mahieu pour Tjies
- 1958 - non attribué
- 1957 - Maurits Dekker pour Sur toile noire
- 1956 - Anna Blaman pour Sur la vie et la mort
- 1955 - Rein Blijstra pour Un coup dans les montagnes
- 1955 - Inez van Dullemen pour L'absentéisme
- 1955 - Marie-Sophie Nathusius pour Le partenaire
- 1954 - JB Charles pour Follow the track back
- 1953 - A. Alberts pour Groen
- 1951 - non attribué
- 1949 - Anna Blaman pour l' aventure solitaire
- 1949 - Josef Cohen pour Le voyage de l'ivrogne
- 1948 - Annie Romein-Verschoor pour la Patrie au loin
- 1947 - Dola de Jong pour Et le champ est le monde
- 1946 - Simon Vestdijk pour Pastorale 1943